# Richard Zedník
Richard Zedník (Banská Bystrica, 6 de janeiro de 1976) é um atacante de hóquei profissional, atualmente sem contrato. Ele jogou na National Hockey League para nos times de Washington Capitals, Montreal Canadiens, New York Islanders e Florida Panthers.
Ele é conhecido por ter sofrido e sobrevivido a uma lesão com risco de vida durante um jogo de fevereiro de 2008, em que um companheiro de equipe cortou a sua artéria carótida externa.